# 冨士田裕大
冨士田 裕大（ふじた ゆうだい、1988年10月7日 - ）は、日本の元男子バレーボール選手。

## 来歴
鎮西高校ではチームの主将を務め、春高バレーに出場。ユース代表、ジュニア代表に選出され、世界ジュニアやアジアジュニアなどで経験を積み、2006年アジアジュニアで準優勝を飾った。
高校卒業後の2007年にサントリーサンバーズに入団。2008年に全日本代表の追加登録メンバーに選出され、第1回アジアカップに出場した。
2015年3月、現役引退が発表された。
2019-20シーズン、同じくサントリーOBである岡本祥吾と共に、第10回全国6人制バレーボールリーグ総合男女優勝大会に「博多スポーツクラブ」の選手として出場した。その後、博多スポーツクラブ内のバレーボールクラブが法人化し福岡ウイニングスピリッツとなり、2021-22シーズン、クラブはS3ライセンスを取得し翌シーズンの2022-23シーズンV.LEAGUE入りが内定した。
2023年、2022-23シーズン終了をもって福岡ウイニングスピリッツを退団した。

## 所属チーム
- 鎮西高校
- サントリーサンバーズ （2007-2015年）
- 博多スポーツクラブ / 福岡ウイニングスピリッツ（201?-2023年）